# Сидоров, Владислав Петрович
Владисла́в Петро́вич Си́доров (9 сентября 1946, Кимры, Калининская область, РСФСР, СССР—29 января 2021) — советский и российский художник-керамист, заслуженный художник России, доцент кафедры декоративно-прикладного искусства и дизайна Гжельского государственного университета, член Союза художников России и Ассоциации художников декоративных искусств.
Являлся одним из ведущих мастеров отечественной керамики и автором более двухсот работ, получил общественное признание и был неоднократно награждён за большой вклад в развитие декоративно-прикладного искусства и профессионального художественного образования.
Произведения Сидорова хранятся в крупнейших музеях и коллекциях России: Российской академии художеств, Государственном историческом музее, Всероссийском музее декоративного искусства, Московском музее современного искусства, Государственном биологическом музее имени К. А. Тимирязева, Государственном историко-художественном музее «Новый Иерусалим», Алтайском государственном краеведческом музее, Сахалинском государственном областном краеведческом музее и других.

## Биография
Детство и юность
Родился 9 сентября 1946 года в городе Кимры Тверской области РСФСР СССР.
До армии жил в районе «Заречье», дом находился на слиянии рек Кимрки и Волги. Детство прошло на этих берегах. В будущих работах прослеживаются воспоминания об этих местах. Часто приезжал в родные места к сестре Татьяне прогуливаясь по старой набережной, вспоминая своё детство и юность ностальгировал. В семье было трое детей Старшая Элеонора, средний Владислав, младшая Татьяна.
Отец Сидоров Пётр Иванович 1885(95)?-1982. Участник Первой мировой войны, Революции, Великой Отечественной войны. Победу встретил в звании Майора в Калининграде.
Мать Сидорова Мария 1921-1991 Ветеран Великой Отечественной войны.
В 1964 году окончил среднюю школу. В 1965 году призван в Советскую армию, служил на Дальнем востоке в Амурской области. В армии увлекся рисунком, живописью, музыкой. По его рассказам перед ним стоял выбор, или стать оперным певцом, или художником, выбрал второе. Там же познакомился с будущей супругой Викторией.
Творчество
В 1968-70 жил и работал на Украине. В начале в городе Киеве, где постигал азы рисунка и живописи в художественной студии Октябрьского Дворца на Хрещатике, а затем, переехав в город Хмельницкий, работал художником в Молодёжной газете «Корчагинец». Так как тесть его был военный в 1970 году вместе с семьёй переехал в Москву. В 1971 поступил в МВХПУ (бывшее Строгановское) на отделение подготовки мастеров кафедры «Керамики и стекла». В 1972 году находясь на практике на фарфоровом заводе в г. Дулево Московской области, познакомился С известным скульптором Алексеем Георгиевич Сотниковым, который раскрыл многие секреты анималистической пластики, а впоследствии дал рекомендации для вступления в Союз художников СССР. В 1973 году окончил отделение подготовки мастеров и оставлен работать на кафедре «Керамики и стекла» мастером производственного обучения. В том же году поступил на основной факультет монументально- декоративного искусства МВХПУ (бывшее Строгановское). С 1976 года стал выставляться на выставках. С 1979 года стал сотрудничать с «Гжельским экспериментальным керамическим заводом МСХ. Разрабатывал новые образцы художественных изделий для тиражного производства.
В 1979 году окончил Московское высшее художественно-промышленное училище по специальности «Художник декоративно-прикладного искусства».
Первая творческая работа Сидорова — реконструкция и изготовление изразцовой печи XVI—XVII веков для музейного комплекса в парке «Зарядье» в Москве — была отмечена премией Государственного исторического музея в 1980 году. Один из фрагментов работы представлен в Новодевичьем монастыре в качестве постоянного экспоната выставки «Русский изразец».
В 1984 году Сидоров был приглашён для выполнения грандиозной по масштабу работы «Древо жизни», предназначенной для Палеонтологического музея имени Ю. А. Орлова Российской академии наук и созданной на Гжельском экспериментальном керамическом заводе, а затем и для выполнения архитектурно-интерьерной керамики на тему флоры и фауны древних морей. Обе работы вызвали широкий резонанс среди специалистов.
Впоследствии Сидоровым были реализованы многие другие идеи и проекты, например, декоративно-функциональные композиции для светильников, керамические люстры, каскады и колонны. Керамист создал композицию для лагеря «Артек» в Ялте по мотивам легенды Адаларах. Эта работа была отмечена почётной грамотой Центрального комитета Всесоюзного ленинского коммунистического союза молодёжи. В эти же годы художник создал серию изразцовых печей. В 1986 вступил в Союз художников СССР. Работал по договорам.
Также художественно оформил аквариумы в павильоне «Рыбное хозяйство» на Выставке достижений народного хозяйства, за что был награждён почётной грамотой Министерства рыбной промышленности СССР.
В 1986 вступил в Союз художников СССР. Работал по договорам.В 1993 году фасад одного из домов на улице Большой Грузинской в Москве украсило рельефное панно «Волжские просторы» В. Сидорова (1993 год, шамот).

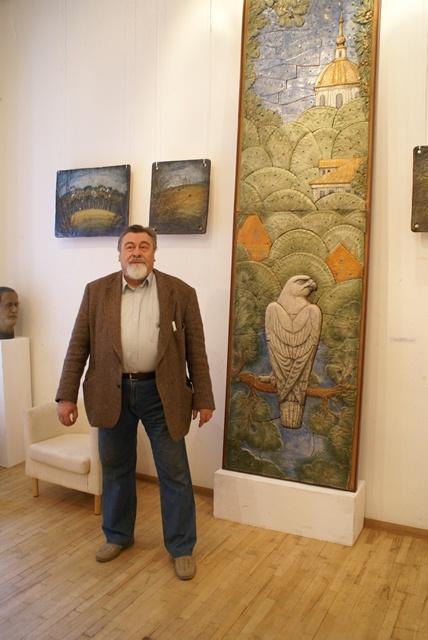
Сидоров В.П. Рядом со своей работой "Волжские просторы" 2008 год.

1990-е годы, как и для большинства людей были не легкими, чтобы обеспечить семью приходилось работать охранником на фармацевтической фабрике, заниматься частным извозом на своём автомобиле, продавал в салоны и частные коллекции свои работы. В 1997 году Владислав Петрович избран Председателем творческо-производственной комиссии ЗАО «Гжельский экспериментальный керамический завод» МСХ. В 1999 избран членом Правления Ассоциации художников декоративного искусства МСХ.
В 2002 году получил почётное звание «Заслуженный художник Российской Федерации», в 2003-м — стал членом Союза художников России и получил диплом Российской академии художеств, а в 2007-м стал её действительным членом. В этом же году стал сначала действительным членом, а затем и профессором Академии русской словесности и державных искусств имени Г. Р. Державина, в следующем, 2008-м году получил орден «Долг и честь», а в 2009-м — медаль «За воспитание, обучение, просвещение».
В 2012 году был награждён почётной грамотой Министерства науки и высшего образования Российской Федерации и получил звание доцента на кафедре декоративно-прикладного искусства Гжельского государственного университета, в 2014 году стал доктором педагогики в Академии русской словесности и державных искусств имени Г. Р. Державина, а в 2015-м — диплом Союза художников России и медаль «Патриоту России» от имени Президента Российской Федерации Владимира Владимировича Путина. До момента заболевания  Преподавал в Гжельском Государственном университете.
Смерть.
1 января 2021 года был госпитализирован в одну из Московских больниц с коронавирусной инфекцией в течение месяца врачи боролись за его жизнь. До последних дней был в сознании. Скончался 29 января 2021 года от острой респираторной вирусной инфекции COVID-19. Похоронен в Сергиевом Посаде

## Оценки
Специалисты отмечали тяготение Сидорова к крупной керамической форме и анималистическому жанру, а также к созданию произведений, органично входящих в архитектурное пространство. Искусствоведы отмечают глубокое понимание им сути, художественно-пластических особенностей и специфики керамики.
Василий Александрович Бубнов — советский и российский художник-монументалист, действительный член Российской академии художеств, председатель правления Союза художников России, член Комиссии по монументальному искусству Московской городской думы, обладатель почётного звания «Народный художник Российской Федерации», кавалер медали ордена «За заслуги перед Отечеством» II степени, лауреат премии города Москвы в области литературы и искусства:
«В широкой палитре московских художников-керамистов трудно расставить акценты, определяющие приоритеты каждого автора. Тем не менее, мне бы хотелось обратить внимание на одного из них: художника, связавшего свою судьбу с этим сложным видом искусства — Сидорова Владислава Петровича. Он прошёл весь долгий и необходимый путь познания искусства и любимого им материала».
Александр Михайлович Белашов — советский и российский скульптор-анималист, действительный член Российской академии художеств, обладатель почётных званий «Народный художник Российской Федерации» и «Заслуженный художник РСФСР», лауреат Государственной премии Российской Федерации, серебряной медали и диплома Академии художеств СССР:
«Ему свойственны камерные, с тонкой росписью настенные панно, блюда, которым характерна лиричность мотивов и изящность исполнения. Иногда это пейзажи, выполненные ангобной подглазурной росписью с применением солей и окислов цветных металлов. Тема растений и животного мира, мелкая пластика».
Аделя Джумшудовна Сафарова — советский и российский искусствовед, кандидат искусствоведения, член-корреспондент Российской академии художеств, главный редактор журналов «Диалог искусств» Московского музея современного искусства и «Декоративное искусство», лауреат Премии Правительства Российской Федерации в области культуры, обладательница медалей «Ветеран труда» и «В память 850-летия Москвы».
«Было время, когда прикладное искусство уже раздражало своей умильностью. Теперь это в прошлом. И темы, и решения стали напряженнее. Мне кажется, что сам принцип соотнесения объекта — вещи с пространством, — как-то изменился. Это можно увидеть и в керамике. Вспомните работы В. Сидорова на московской выставке. Его портреты и вся его анималистическая пластика из глиняного жгута, объём этих вещей изначально технологически не предполагает замкнутого пространства. В них нет потаенного внутреннего объёма, они пронизаны внешним пространством, оно для них своё, онтологическое, оно вокруг и внутри них. Старый технологический приём оказывается ограничен для современных пространственных поисков».